# جینجیانگ اینترنشنال
جینجیانگ اینترنشنال (انگلیسی: Jinjiang International) شرکت دولتی مهمان‌نوازی چینی است، که در سال ۲۰۰۳ تأسیس شد.